# Alessandrina di Prussia
Alessandrina di Prussia, (nome completo Friederike Wilhelmine Alexandrine Marie Helene Prinzessin von Preußen) (Berlino, 23 febbraio 1803 – Schwerin, 21 aprile 1892), nata principessa di Prussia, divenne granduchessa di Meclemburgo-Schwerin per matrimonio.

## Famiglia d'origine
Alessandrina fu la settima di dieci figli, nonché la quarta femmina, del re di Prussia Federico Guglielmo III (1770–1840) e della sua prima moglie, la principessa Luisa di Meclemburgo-Strelitz (1776-1810.

I suoi nonni paterni erano il re di Prussia Federico Guglielmo II e la regina Federica Luisa d'Assia-Darmstadt; quelli materni il granduca Carlo II di Meclemburgo-Strelitz e la principessa Federica Carolina Luisa d'Assia-Darmstadt.

Fu battezzata Alessandrina in onore del suo padrino, lo zar Alessandro I di Russia.

## Matrimonio
Il principe ereditario Oscar di Svezia la chiese in sposa, ma la corte di Berlino declinò l'offerta.

Il 25 maggio del 1822, nel Palazzo Reale di Berlino, Alessandrina sposò il granduca ereditario Paolo Federico di Meclemburgo-Schwerin (1800–1842),figlio primogenito del principe Federico Ludovico di Meclemburgo-Schwerin e della sua prima moglie, la granduchessa russa Elena Pavlovna Romanova.
Karl August Varnhagen von Ense scrisse riguardo a quest'avvenimento: "Matrimonio della Principessa Alessandrina. Scarsa partecipazione nel popolo, anche per questo presente in modo esiguo, perché è noto che non v'è alcun affetto nel gioco".
Si trattò effettivamente di un matrimonio considerato generalmente infelice; Paolo Federico era un militare che aveva poco tempo o interesse da dedicare alla moglie ed alla famiglia. Alessandrina, al contrario, si dimostrò una madre devota che crebbe con tenerezza i suoi figli e coltivò attivamente i loro interessi culturali. Lei stessa era una donna colta, ma venne anche descritta come una tipica e distaccata principessa tedesca. Non era considerata un'intellettuale, ma prendeva parte a convegni eruditi e leggeva molti libri.
I coniugi vissero nel castello granducale di Ludwigslust e, dopo l'ascesa al trono di Paolo Federico, risiedettero nella città di Schwerin.

Alessandrina fondò, nel 1829, l'Associazione di Alessandrina nella città di Ludwigslust, che fu il secondo asilo più antico in Germania e la più antica scuola materna del Meclemburgo.

Dopo la morte del marito visse, in qualità di Granduchessa Vedova, nel Cottage di Alessandrina, nei pressi di Heiligendamm, e nel palazzo di Alessandrina a Schwerin e continuò ad esercitare grande influenza politica.
Fu insignita dell'onorificenza prussiana dell'Ordine di Luisa e di quella russa dell'Ordine di Santa Caterina.

Morì a Schwerin il 21 aprile del 1892 e fu sepolta, accanto al marito, nella cattedrale della stessa città.

## Discendenza
Diede al marito due figli e una figlia:
- Federico Francesco II di Meclemburgo-Schwerin (1823–1883), granduca di Meclemburgo-Schwerin;
- Luisa Maria Elena (1824–1859), sposò il principe Ugo di Windisch-Grätz;
- Guglielmo (1827–1879), sposò la principessa Federica Alessandrina di Prussia.

## Ascendenza
|                                           |                                                 |                                                        | Genitori                                                              |  |  | Nonni |  |  | Bisnonni                     |  |  | Trisnonni                       |  |
|                                           |                                                 |                                                        |                                                                       |  |  |       |  |  | Augusto Guglielmo di Prussia |  |  | Federico Guglielmo I di Prussia |  |
|                                           |                                                 |                                                        |                                                                       |  |  |       |  |  | Augusto Guglielmo di Prussia |  |  | Federico Guglielmo I di Prussia |  |
|                                           |                                                 | Sofia Dorotea di Hannover                              |                                                                       |  |  |       |  |  | Augusto Guglielmo di Prussia |  |  |                                 |  |
| Federico Guglielmo II di Prussia          |                                                 |                                                        |                                                                       |  |  |       |  |  | Augusto Guglielmo di Prussia |  |  |                                 |  |
|                                           |                                                 | Luisa Amalia di Brunswick-Lüneburg                     | Ferdinando Alberto II di Brunswick-Lüneburg                           |  |  |       |  |  |                              |  |  |                                 |  |
|                                           |                                                 | Luisa Amalia di Brunswick-Lüneburg                     | Ferdinando Alberto II di Brunswick-Lüneburg                           |  |  |       |  |  |                              |  |  |                                 |  |
|                                           |                                                 | Luisa Amalia di Brunswick-Lüneburg                     | Antonietta Amalia di Brunswick-Wolfenbüttel                           |  |  |       |  |  |                              |  |  |                                 |  |
| Federico Guglielmo III di Prussia         |                                                 | Luisa Amalia di Brunswick-Lüneburg                     |                                                                       |  |  |       |  |  |                              |  |  |                                 |  |
|                                           |                                                 | Luigi IX d'Assia-Darmstadt                             | Luigi VIII d'Assia-Darmstadt                                          |  |  |       |  |  |                              |  |  |                                 |  |
|                                           |                                                 | Luigi IX d'Assia-Darmstadt                             | Luigi VIII d'Assia-Darmstadt                                          |  |  |       |  |  |                              |  |  |                                 |  |
|                                           |                                                 | Luigi IX d'Assia-Darmstadt                             | Carlotta di Hanau-Lichtenberg                                         |  |  |       |  |  |                              |  |  |                                 |  |
| Federica Luisa d'Assia-Darmstadt          |                                                 | Luigi IX d'Assia-Darmstadt                             |                                                                       |  |  |       |  |  |                              |  |  |                                 |  |
|                                           |                                                 | Carolina del Palatinato-Zweibrücken-Birkenfeld         | Cristiano III del Palatinato-Zweibrücken                              |  |  |       |  |  |                              |  |  |                                 |  |
|                                           |                                                 | Carolina del Palatinato-Zweibrücken-Birkenfeld         | Cristiano III del Palatinato-Zweibrücken                              |  |  |       |  |  |                              |  |  |                                 |  |
|                                           |                                                 | Carolina del Palatinato-Zweibrücken-Birkenfeld         | Carolina di Nassau-Saarbrücken                                        |  |  |       |  |  |                              |  |  |                                 |  |
| Alessandrina di Prussia                   |                                                 | Carolina del Palatinato-Zweibrücken-Birkenfeld         |                                                                       |  |  |       |  |  |                              |  |  |                                 |  |
|                                           | Carlo Ludovico Federico di Meclemburgo-Strelitz | Adolfo Federico II di Meclemburgo-Strelitz             |                                                                       |  |  |       |  |  |                              |  |  |                                 |  |
|                                           | Carlo Ludovico Federico di Meclemburgo-Strelitz | Adolfo Federico II di Meclemburgo-Strelitz             |                                                                       |  |  |       |  |  |                              |  |  |                                 |  |
|                                           | Carlo Ludovico Federico di Meclemburgo-Strelitz | Cristiana Emilia di Schwarzburg-Sonderhausen           |                                                                       |  |  |       |  |  |                              |  |  |                                 |  |
| Carlo II di Meclemburgo-Strelitz          | Carlo Ludovico Federico di Meclemburgo-Strelitz |                                                        |                                                                       |  |  |       |  |  |                              |  |  |                                 |  |
|                                           |                                                 | Elisabetta Albertina di Sassonia-Hildburghausen        | Ernesto Federico I di Sassonia-Hildburghausen                         |  |  |       |  |  |                              |  |  |                                 |  |
|                                           |                                                 | Elisabetta Albertina di Sassonia-Hildburghausen        | Ernesto Federico I di Sassonia-Hildburghausen                         |  |  |       |  |  |                              |  |  |                                 |  |
|                                           |                                                 | Elisabetta Albertina di Sassonia-Hildburghausen        | Sofia Albertina di Erbach-Erbach                                      |  |  |       |  |  |                              |  |  |                                 |  |
| Luisa di Meclemburgo-Strelitz             |                                                 | Elisabetta Albertina di Sassonia-Hildburghausen        |                                                                       |  |  |       |  |  |                              |  |  |                                 |  |
|                                           |                                                 | Giorgio Guglielmo d'Assia-Darmstadt                    | Luigi VIII d'Assia-Darmstadt                                          |  |  |       |  |  |                              |  |  |                                 |  |
|                                           |                                                 | Giorgio Guglielmo d'Assia-Darmstadt                    | Luigi VIII d'Assia-Darmstadt                                          |  |  |       |  |  |                              |  |  |                                 |  |
|                                           |                                                 | Giorgio Guglielmo d'Assia-Darmstadt                    | Carlotta di Hanau-Lichtenberg                                         |  |  |       |  |  |                              |  |  |                                 |  |
| Federica Carolina Luisa d'Assia-Darmstadt |                                                 | Giorgio Guglielmo d'Assia-Darmstadt                    |                                                                       |  |  |       |  |  |                              |  |  |                                 |  |
|                                           |                                                 | Maria Luisa Albertina di Leiningen-Dagsburg-Falkenburg | Cristiano Carlo Reinardo di Leiningen-Dachsburg-Falkenburg-Heidesheim |  |  |       |  |  |                              |  |  |                                 |  |
|                                           |                                                 | Maria Luisa Albertina di Leiningen-Dagsburg-Falkenburg | Cristiano Carlo Reinardo di Leiningen-Dachsburg-Falkenburg-Heidesheim |  |  |       |  |  |                              |  |  |                                 |  |
|                                           |                                                 | Maria Luisa Albertina di Leiningen-Dagsburg-Falkenburg | Caterina Polissena di Solms-Rödelheim-Assenheim                       |  |  |       |  |  |                              |  |  |                                 |  |
|                                           |                                                 | Maria Luisa Albertina di Leiningen-Dagsburg-Falkenburg |                                                                       |  |  |       |  |  |                              |  |  |                                 |  |